# Pflüger-Zuckungsgesetz
Das Pflüger-Zuckungsgesetz, das die galvanische Erregbarkeit von Muskeln beschreibt, ist nach seinem Entdecker, dem Physiologen Eduard Pflüger (1829–1910) benannt. Durch angelegten Gleichstrom wird die Erregbarkeit von Membranen verändert.
Pflüger beschrieb 1859, dass sich bei bipolarer Reizung eines motorischen Nerven mit galvanischem Strom sowohl bei einem Nerv-Muskel-Präparat als auch durch die menschliche Haut hindurch Muskelzuckungen auslösen lassen. Bei muskelnaher Platzierung der Kathode kommt es beim Schließen des Stromkreises zu einer Muskelzuckung. Liegt jedoch die Anode näher am Muskel, tritt diese Zuckung nur bei schwachen bis mittleren Stromstärken auf. Bei starken Strömen blockiert die Anode die von der Kathode ausgehende Erregung: Es kommt zu keiner Muskelzuckung.
Die Schließung des Stromkreises senkt die Erregbarkeit an der Anode und fördert sie an der Kathode. Bei der Öffnung des Stromkreises tritt eine umgekehrte Wirkung auf.

## Veröffentlichungen
- Experimentalbeitrag zur Theorie der Hemmungsnerven. Archiv für Anatomie, Physiologie und wissenschaftliche Medicin: 13–29, 1859
- Untersuchungen über die Physiologie des Electrotonus. Berlin: Hirschwald, 1859
- Ueber die Ursache des Oeffnungstetanus. Archiv für Anatomie, Physiologie und wissenschaftliche Medicin: 133–148, 1859
- Ueber ein neues Reagens zur Darstellung des Axencylinders. Archiv für Anatomie, Physiologie und wissenschaftliche Medicin: 132, 1859